# Cristina Zavalloni

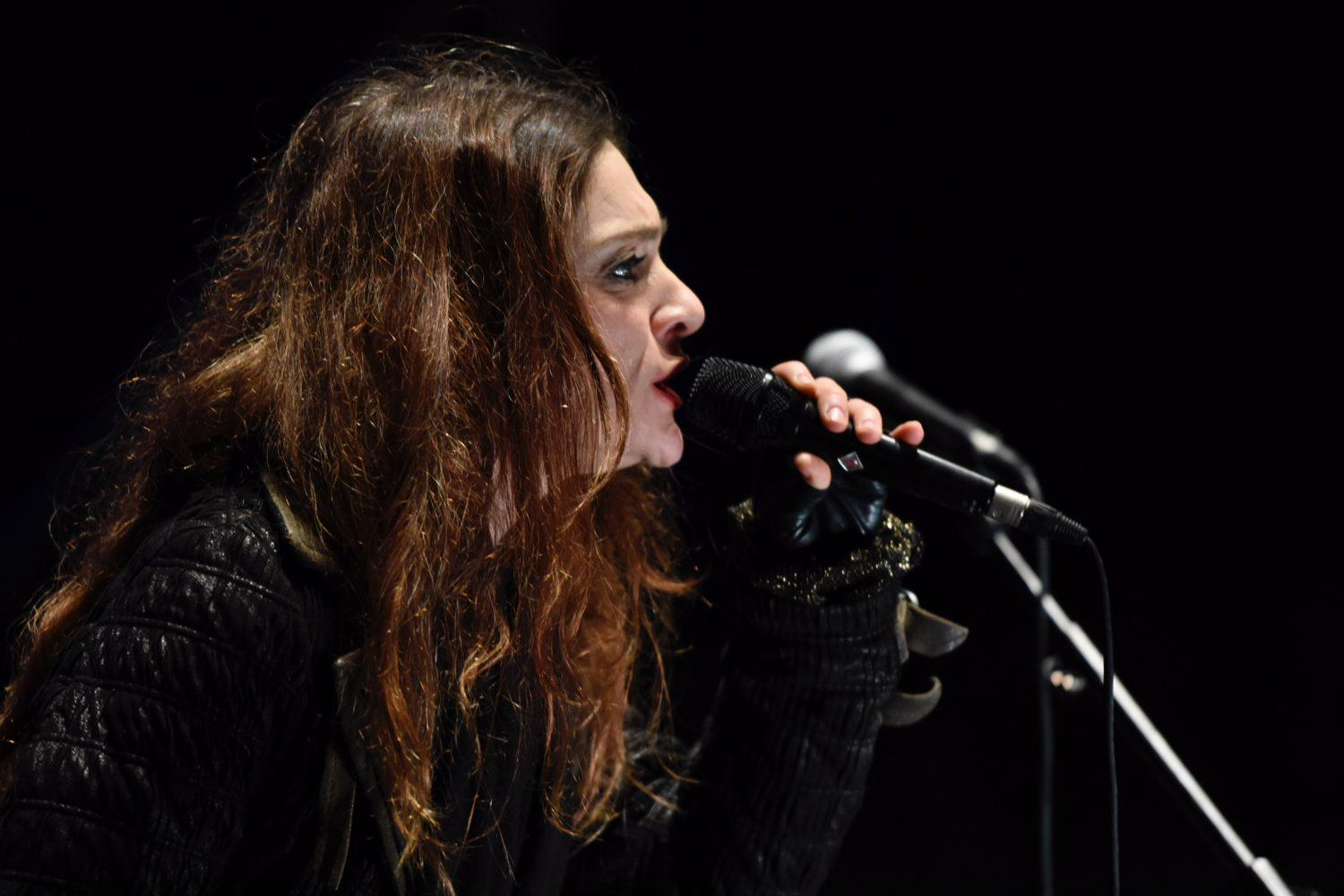
Cristina Zavalloni, 2018

Cristina Zavalloni (* 21. November 1973 in Bologna) ist eine italienische Sängerin (Mezzosopran) und Komponistin, die sowohl im Jazz und im Chanson als auch in der Oper und der Neuen Musik hervorgetreten ist.

## Leben und Wirken
Zavalloni begann im Alter von acht Jahren zu singen. Während der Zeit auf der Oberschule besuchte sie Jazzclinics auf Festivals wie Umbria Jazz. Seit 1992 studierte sie in ihrer Heimatstadt auf dem Konservatorium Giovan Battista Martini klassische Komposition.
1993 trat sie dem O.F.P. Orchestra bei. 1994 gründete sie ihr Open Quartet, das sie 1997 um Michel Godard erweiterte. Daneben arbeitete sie in der Großformation Bassefere. 2001 war sie Sängerin in einem Programm der Bigband Dolmen Orchestra (Minotrauma).  Weiter arbeitete sie mit Kenny Wheeler, Steve Coleman, Carla Bley, George Russell, Bruno Tommaso, Stefano Bollani, Mike Gibbs, Jason Moran und Benoît Delbecq zusammen. Sie konzertierte auf dem Montreux Jazz Festival, dem North Sea Jazz Festival, Free Music Jazz Festival Antwerpen, Umbria Jazz und dem London Jazz Festival.
Seit 1998 trat sie auch im Opernfach auf, zunächst im Repertoire zwischen Rossini und Busoni. 2002 schrieb Louis Andriessen sein Stück La Passione, das auf den Canti Orfici von Dino Campana aufbaut, für sie und die Geigerin Monica Germino. Aufbauend auf einem Brief, den Cathy Berberian ihm schrieb, komponierte er auch Letter from Cathy, das Zavalloni in ihrem Berberian-Programm aufführte. Sie spielte auch in den Uraufführungen seiner Musiktheaterstücke La Commedia, Anaïs und Theatre of the World tragende Rollen.
Neben ihren eigenen Bands ist sie mit zahlreichen Ensembles wie der London Sinfonietta, dem BBC Symphony Orchestra, Schoenberg Ensemble, Sentieri Selvaggi, MusikFabrik, Orkest De Volharding, Orchestra della Rai Torino oder der Los Angeles Philharmonic aufgetreten. Sie ist auch auf Alben von Cristiano Arcelli, Diego Baiardi/Antonio Crepax, Michael Nyman (Acts of beauty / Exit no exit, 2006), des Ensemble Dissonanzen, Stefan Winter, Nicola Conte und Zingiber zu hören.

## Preise und Auszeichnungen
Mit dem von ihr geschriebenen Programm Come valersi non servilmente di Bertolt Brecht gewann sie 1996 den ersten Preis des Iceberg-Wettbewerbs im Jazzbereich.

## Diskographische Hinweise
- Come valersi non servilmente di Bertolt Brecht (1997, mit Stefano De Bonis, Glauco Zuppiroli, Francesco Cusa, Michel Godard)
- Cristina Zavalloni & Stefano De Bonis Scoiattoli confusi (il manifesto, 2001)
- Fabrizio Cassol VSPRS: Music inspired by Monteverdi’s Vespro della Beata Vergine (7 Wheels 2006, mit Aka Moon, Oltremontano, Wim Becu, Tcha Limberger, Claron McFadden)
- Idea (Egea 2006, mit Stefano De Bonis, Gabriele Mirabassi, Gianluca Petrella, Antonio Borghini, Piero Leveratto, Cristian Calcagnile)
- Cristina Zavalloni & Andrea Rebaudengo Tilim-bom (Egea 2008)
- Cristina Zavalloni & Radar Band La donna di cristalle (Egea 2012, mit Fulvio Sigurtà, Massimo Morganti, Cristiano Arcelli, Giacomo Riggi, Michele Francesconi, Daniele Mencarelli und Alessandro Paternesi)
- Cristina Zavalloni & Uri Caine Soul Factor (Jando 2014, mit Chris Speed, Ralph Alessi, David Gilmore, Fima Ephron und Gene Lake)
- Special Moon (Encore Jazz 2017, mit Cristiano Arcelli, Daniele Mencarelli, Alessandro Paternesi sowie Jan Bang, Simone Graziano)
- Cristina Zavalloni & Michel Godard Twisted (Encore 2023)